# Недков, Илиан
Илиан Донев Недков (болг. Илиян Донев Недков; род. 18 марта 1958) — болгарский дзюдоист, бронзовый призёр чемпионата Европы 1981 года, бронзовый призёр летних Олимпийских игр 1980 года в Москве.

## Карьера
Выступал в полулёгкой (до 65 кг) и лёгкой (до 71 кг) весовых категориях. Серебряный призёр чемпионата мира среди студентов 1984 года в Страсбурге. Бронзовый призёр чемпионата Европы 1981 года в Дебрецене.
На Олимпиаде 1980 года Недков выступал в полулёгкой категории. Он победил эквадорца Джимми Аревало, португальца Хосе Антонио Бранко, но в четвертьфинале его вывел из борьбы за золото советский дзюдоист Николай Солодухин. В утешительной серии Недков одолел представителей Чехословакии Ярослава Крижа и ГДР Торстена Райсмана и завоевал бронзовую награду.